# アンドレア・ルビオ
アンドレア・ヴァレンティナ・ルビオ・アルマス（Andrea Valentina Rubio Armas、1998年11月27日 - ）は、ベネズエラのモデル。ミス・インターナショナル 2023の優勝者。
彼女の両親はフェリペ・ルビオとマリセラ・アルマスです。ベネズエラのカラカスで育った彼女は、18歳のとき、中等教育を終えた後、ベネズエラの社会危機のため、コロンビアのボゴタに移住した。 コロンビアのチアにあるラ・サバナ大学を卒業し、企業の社会的責任に重点を置いて視聴覚コミュニケーションとマルチメディアの学位を取得した。